# برگیت عبدالغیاث
برکیت عبدالغیاس خان افسر اردو و ریس فواید عامه دولت امیر حبیب الله خان بود. او رشته مهندسی را در کشور هند فرا گرفت. پس از اختتام تحصیل شامل خدمت در اردوی افغانستان گردید. برگیت عبدالغیاس در اعمار نلهای تقسیم آب پغمان به تمام کابل، بیمارستان علی‌آباد کابل، لیسه سردارجهانخان کابل، جاده کابل جلال‌آباد، مکتب نظامی مهتاب قلعه تعمیر باغ بالا کابل، شاهراه بین شمال و جنوب افغانستان از راه شبر، اعمار قسمت اول قصر دارالامان خدمات ارزنده را نمود.